# Stora Mörttjärnen (Hällefors socken, Västmanland)
Stora Mörttjärnen är en sjö i Hällefors kommun i Västmanland och ingår i Norrströms huvudavrinningsområde.